# Epitome de Caesaribus
La Epitome de Caesaribus (en español: epítome acerca de los Césares) es el título de una obra latina de historia, redactada hacia finales del siglo IV.
Es un relato breve sobre los reinados de algunos emperadores comenzando por César Augusto hasta Teodosio. Ha sido atribuida a Aurelio Víctor pero en realidad fue escrita por un autor anónimo que probablemente era pagano. 
Las fuentes empleadas en la redacción de la obra fueron la Historia imperatorum Romanorum Enmannica y los actualmente perdidos Annales de Virio Nicómaco Flaviano, un amigo de Quinto Aurelio Símaco. Aun cuando se trata de una obra breve y no siempre de la calidad requerida, contiene información útil.